# Dominique-France Picard
Pour les articles homonymes, voir Picard (homonymie).
Dominique-France Picard, née le 23 novembre 1948 à Paris, est l'épouse de 1976 à 2008 de Fouad II, dernier roi d'Égypte ; elle porte, notamment à Monaco, le titre de courtoisie de « Princesse Fadila d'Égypte ». Elle possède les nationalités monégasque et française.

## Biographie
Originaire d'une famille franco-suisse d'origine alsacienne, Dominique-France Picard est la fille de David-Robert Loeb (industriel) et de Paule-Madeleine Picard. David-Robert Loeb est né à Brumath en Alsace en 1910, son père Lazare Loeb y est enseignant.
Elle est titulaire d'une maîtrise en lettres et d'un doctorat en psychologie ; sa thèse, rédigée à 29 ans à Nanterre, est consacré à la Psychologie de la femme dans Les Mille et Une Nuits[source insuffisante]. Elle rencontre, au campus Le Rosey de Gstaad, où son frère Jean-Louis Loeb-Picard étudie, Fouad II, roi déchu d'Égypte.
Le 16 avril 1976, en présence du prince Rainier III et de la princesse Grace, elle l'épouse au palais de Monaco. Ils ont trois enfants :
- le prince héritier Mohamed Ali, « prince du Saïd » (5 février 1979) ; il épouse en août 2013 la princesse Noal Zaher d'Afghanistan (1980), petite-fille du roi Mohammad Zaher Shah d'Afghanistan.
- la princesse Fawzia Latifa (12 février 1982).
- le prince Fakhr Eddin (25 août 1987).

À partir de 1992, après avoir beaucoup voyagé, ils s'installent entre la France et la Suisse. Elle se convertit à l'islam. Ils entament une procédure de divorce en 1996 ; celle-ci prend fin avec la dissolution de leur mariage par la justice suisse le 22 septembre 2008. En 2002, quittant son appartement parisien, elle est accueillie à Monaco dont elle est citoyenne . Aujourd'hui, elle anime des conférences, traitant  essentiellement de l'Égypte et du Moyen-Orient.